# Alfonso Cortina
Alfonso Cortina de Alcocer (Madrid, 13 de marzo de 1944-Toledo, 6 de abril de 2020) fue un empresario español.

## Biografía
Nieto del que fuera alcalde de Madrid Alberto Alcocer y Ribacoba, hijo de Pedro Cortina Mauri (político y ministro de Relaciones Exteriores durante el gobierno de Carlos Arias Navarro), hermano del también empresario Alberto Cortina, sobrino del teniente aviador Luis Alcocer Moreno Abella (primera baja de la Escuadrilla Azul en el Frente Ruso y descendiente del General de Aviación Luis Moreno Abella Gil de Borja, Marqués de Borja).
Fue Ingeniero Superior Industrial por la Escuela Técnica Superior de Ingenieros Industriales de la Universidad Politécnica de Madrid y licenciado en Economía por la Universidad Complutense.
Empezó su carrera profesional en el Banco de Vizcaya en el año 1968, como jefe de los servicios técnicos del Banco de Financiación Industrial. Entre 1974 y 1982 fue director de Administración de la Inmobiliaria Bancaya y Consejero Delegado de Hispano Hipotecario del Grupo Banco Hispano Americano entre 1982 y 1984. 
Los dos años siguientes asumió el cargo de vicepresidente del Hispano Hipotecario y posteriormente, hasta 1985, fue presidente de Sociedad de Tasación, S.A. 
Tras la adquisición de un importante paquete accionarial por parte de su hermano Alberto y de su primo Alberto Alcocer, fue nombrado presidente de la Comisión Delegada de Portland Valderrivas, S.A., empresa en la que permaneció hasta 1996.
También fue vicepresidente y miembro de la Comisión Delegada de GRUCYCSA entre abril de 1995 y junio de 1996. De ahí pasó a Ferrovial, como Consejero entre 1998 y 2000.
En 1996, tras la victoria electoral del Partido Popular asumió el cargo de Presidente Ejecutivo del entonces Grupo de titularidad pública Repsol (Repsol YPF), manteniéndose en el cargo hasta octubre de 2004, año en que fue relevado por Antonio Brufau. 
Tras presidir la inmobiliaria Colonial en sustitución de Ricardo Fornesa Ribó entre 2004 y 2006, en 2007 fue nombrado máximo representante de la firma de capital riesgo Texas Pacific Group (TPG) en el mercado español.
En 2006 puso en marcha la bodega Vallegarcía en los Montes de Toledo. El proyecto arrancó en 1993, cuando decidió plantar un viñedo en su finca.
Ingresado en el Hospital Virgen de la Salud de Toledo el 25 de marzo procedente de su finca en Retuerta del Bullaque (Ciudad Real) a causa de la COVID-19, falleció el día 6 de abril de 2020 a los setenta y seis años.